# 샤모니 (음악 그룹)
샤모니(Shamony)는 2000년 데뷔한 대한민국의 3인조 걸 그룹이다. 한국의 국악과 신명의 정서를 현대 대중음악과 융합하는 크로스오버를 추구하였다. 그룹 이름은 샤머니즘과 하모니를 합한 말로, 샤머니즘을 토대로 하는 바리공주 설화를 바탕으로 조직된 3인조 그룹이라는 뜻이면서, “음악뿐만 아니라 사상에도 전통과 새로움을 담아내고 싶다”라는 의미까지 내포하고 있다.

## 이전 구성원
- 서니 (본명: 이선희, 본명 한자: 李鮮喜, 1978년 2월 26일 ~ )[3]
- 유니[4]
- 아르미

## 활동
서니는 전라남도 목포시 출신으로, 목포대성초등학교, 양평중학교, 서울국악예술고등학교, 이화여자대학교 한국음악과를 졸업하여 데뷔 당시 이화여자대학교 대학교 음악학과에 재학 중이었다. 6살 때 목포 시립국악원에서 판소리를 배우기 시작하였으며, 중학교 시절이던 1991년부터는 본격적으로 이은진, 왕기철, 안숙선, 성우향 등의 명창에게 판소리를 사사(師事)하였다. 유니는 1997년 월드 미스 유니버시티 출신으로, 경북외국어테크노대학을 졸업하였다. 아르미는 래퍼로, 데뷔 당시 계성여자고등학교에 재학 중이었다. 이 세 명의 멤버는 ‘바리공주의 부활’을 콘셉트로 한 걸그룹으로 2000년 데뷔하였다. 이들은 음악적 측면에서 국악을 단순히 샘플링하던 당시의 많은 대중가요와 달리 실제 국악기 연주와 국악 창법을 적극적으로 활용하였을 뿐 아니라 가사나 멜로디까지 국악에 근간을 두어 주목받았으며, 더불어 스타일링 측면에서도 2000년 개봉한 영화 《단적비연수》의 스타일리스트가 한복에 현대적 디자인을 더하여 제작한 의상을 채택하였다.
이들의 첫 정규 음반인 《Shamony.com》은 2000년 7월에 발매되었고, 총 11곡이 수록되었다. 타이틀 곡인 〈바리향〉은 국악과 록, 테크노를 합한 ‘곽크노’라는 크로스오버 장르로, 판소리 창법에 꽹과리와 북, 대금 실연이, 그리고 기타 연주와 테크노 리듬이 더해져 마치 신명나는 현대식 굿판을 연상하게 한다. 3번 트랙 〈기원〉은 죽은 연인에 대한 간절함을 표현하는 가사가 특징적이다. 6번 트랙 〈화무십일홍(花無十日紅)〉은 한국 고유의 서정요를 현대에 맞게 재해석한 곡으로, 반주는 피리와 가야금으로 연주되었다. 그 밖에 7번 트랙 〈You & me〉는 화자의 애절함을 담은 록 발라드 곡이고, 9번 트랙 〈내 그리운 나라〉는 고국에 대한 재외 동포의 그리움을 담은 곡이다.
서니는 2000년과 2001년에 리어왕과 바리공주 설화를 혼합한 공연 《우루왕》에서 바리 역을 맡아 한국뮤지컬대상 신인상 후보에 올랐다. 2002년 여름에 ‘쉽고 재미있고 체계적이고 지속가능한 국악’을 콘셉트로 한 단가 음반 《New Windows》를 발매하고, 서울국악예술중·고등학교 판소리 과정에 출강하여 학생들을 가르치는 등 국악이 고루하다는 편견을 깨고 국악을 알리는 일에 힘썼다. 안숙선에게 20년 가까이 배우면서 공부를 계속하여, 2003년 2월에 《춘향가》 중 사랑가 비교연구로 석사 학위를 취득하고, 2014년 2월에 김소희제(制) 춘향가 비교연구로 박사 과정을 수료하였다. 유니와 아르미의 근황은 알려지지 않았다.

## 음반 목록

### 정규 음반
| 순서 | 정보                                 | 트랙 리스트 |
| ---- | ------------------------------------ | --- |
| 1    | 《Shamony.com》 - 발매일: 2000년 7월 | 1. Intro(바리의 부활) 2. 바리향 3. 기원 4. 상실 5. 이별... 6. 화무십일홍(花無十日紅) 7. You & me 8. ff(fast forward) 9. 내 그리운 나라 10. 화무십일홍(MR) 11. 아리랑@Shamony.com |